# Хураськина, Екатерина Васильевна
Екатерина Васильевна Хураськина (род. 21 августа 1989, Москва) — российская спортсменка по современному пятиборью. Чемпионка мира и Европы. Участница Олимпийских игр 2012 года. Заслуженный мастер спорта России по современному пятиборью (2014). Чемпионка России (2010) в личном первенстве, (2015) в эстафете.

## Биография
Екатерина Хураськина родилась в Москве 21 августа 1989 года. Современным пятиборьем начала заниматься с 12 лет. Первый тренер — Ольга Гоголева (после замужества — Меньшикова). Первый международный старт — участие в Чемпионате Европы (кадеты «В») по троеборью (стрельба, плавание, бег) в июне 2005 года Монтепульчано (Италия), 17 место. В 2008 году в 18-летнем возрасте впервые выступила на чемпионате мира по современному пятиборью среди женщин (Будапешт, Венгрия), 19 место в квалификации и 6 место в эстафете.
В настоящее время является одним из лидеров сборной команды России по современному пятиборью. Тренируется под руководством Хапланова Алексея Олеговича.
Является спортсменкой ЦСКА. 21 сентября 2017 года присвоено воинское звание «лейтенант».

## Достижения
- Чемпионка мира среди юниорок (2009)
- Чемпионка Европы среди юниорок (2010)
- Чемпионка мира в эстафете (2010)
- Чемпионка Европы в команде (2012)
- Лучшая пятиборка России 2011 года (Федерации современного пятиборья России)
- Лучшая пятиборка России 2012 года (Федерации современного пятиборья России)
- Чемпионка мира CISM по современному пятиборью (2018)[2]

## Олимпийские игры 2012 года. Лондон, Великобритания
- На XXX Олимпийских играх 2012 в Лондоне заняла 17 место в личном первенстве.

| Место | Спортсмен                   | Возраст | Фехтование | Плавание     | Конкур | Комбайн       | Сумма |
| ----- | --------------------------- | ------- | ---------- | ------------ | ------ | ------------- | ----- |
| 17    | Россия Екатерина Хураськина | 22 лет  | 832        | 1012/2.29,07 | 1160   | 2124/11:59.04 | 5128  |

- Результаты по видам пятиборья.

 Фехтование.
| Место | Победы | Поражения | Очки |
| ----- | ------ | --------- | ---- |
| 16.   | 18     | 17        | 832  |

 Плавание.
| Место | Результат | Очки |
| ----- | --------- | ---- |
| 34.   | 2.29,07   | 1012 |

 Верховая езда.
| Место | Штрафные очки | Очки |
| ----- | ------------- | ---- |
| 7.    | 40            | 1160 |

 Комбайн.
| Место | Результат | Очки |
| ----- | --------- | ---- |
| 15.   | 11.59,04  | 2124 |

## Кубок мира по современному пятиборью

### 2013 год
- 1 этап Кубка мира. США Палм Спрингс.

4 место в личном первенстве.
- 2 этап Кубка мира. Бразилия Рио-де-Жанейро.

8 место — личное первенство.
1 место — смешанная эстафета (микс).
Смешанная эстафета. 16 команд
| Место | Спортсмен                                       | Фехтование    | Плавание     | Конкур | Комбайн       | Сумма |
| ----- | ----------------------------------------------- | ------------- | ------------ | ------ | ------------- | ----- |
| 1     | Россия · Екатерина Хураськина · Александр Лесун | 1048 45 побед | 1312/2.04,25 | 1136   | 2240/12:20.70 | 5736  |
| 2     | Украина · Виктория Терещук · Руслан Наконечный  | 872 34 победы | 1408/1.56,20 | 1020   | 2396/11:41.10 | 5694  |
| 3     | Латвия · Елена Рублевска · Денис Черковский     | 952 39 побед  | 1280/2.06,97 | 1152   | 2208/12:28.30 | 5592  |

## Личная жизнь
Замужем за пятиборцем Максимом Алдошкиным. 13 июля 2021 года родила дочь — Варвару.